# Мозолевський Дмитро Дмитрович
Дмитро Дмитрович Мозолевський (біл. Дзмітрый Дзмітрыевіч Мазалеўскі; 30 квітня 1985, Берестя) — білоруський футболіст, півзахисник. Виступає за литовський футбольний клуб «Атлантас».

## Досягнення

### Особисті
- Тричі включався в список 22 найкращих футболістів чемпіонату Білорусі: 2008, 2009, 2011

### Командні
- Чемпіон Білорусі (5):

БАТЕ: 2012, 2013, 2014, 2015, 2016
- Володар Кубка Білорусі (2):

Динамо-Берестя: 2006-07, 2016-17
- Володар Суперкубка Білорусі (4):

БАТЕ: 2013, 2014, 2015, 2016